# Selioides bolbroei
Selioides bolbroei is een eenoogkreeftjessoort uit de familie van de Nereicolidae. De wetenschappelijke naam van de soort is voor het eerst geldig gepubliceerd in 1878 door Levinsen.